# John Weckström
John Weckström est un footballeur finlandais né le 26 décembre 1980 à Helsinki (Finlande). Ce joueur évolue comme défenseur.

## Palmarès
FC Honka
- Coupe de la Ligue de Finlande
  - Vainqueur (1) : 2010